# Kurt Atterberg
Kurt Magnus Atterberg, švedski skladatelj, dirigent in elektroinženir, * 12. december 1887, Göteborg, Švedska, † 15. februar 1974, Stockholm, Švedska. Znan je predvsem po svojih simfonijah, operah in baletih.
Njegov oče, Anders Johan Atterberg, je bil prav tako inženir in brat kemika Alberta Atterberga, njegova mati, Elvira Uddman, pa hčerka slavnega opernega pevca. Pri 15 letih se je pričel učiti igranja violončela, šest let pozneje pa je že postal član Stockholmskega koncertnega društva, dandanes znanega kot Kraljevi filharmonični orkester iz Stockholma. Obenem je izdal svoje prvo delo, Rapsodijo za klavir in orkester.
Atterberg je študiral elektroinženirstvo na Kraljevem inštitutu za tehnologijo, vzporedno pa se je leta 1910 vpisal še na Kraljevo visoko šolo za glasbo ter študiral kompozicijo in orkestracijo pri Andreasu Hallénu. Leta 1912 je v Göteborgu debitiral kot dirigent in predstavil svojo prvo simfonijo ter koncertno uverturo v a-molu. Istega leta je sprejel službo na švedskem Uradu za intelektualno lastnino.
Skozi življenje je poleg komponiranja in dirigiranja opravljal številna druga dela ter zasedal različne položaje. Med drugim je leta 1918 soustanovil Društvo švedskih skladateljev, kjer je od leta 1924–1947 zasedal mesto predsednika društva, leta 1924 je bil izvoljen za predsednika Švedskega združenja za zaščito glasbenih avtorskih pravic, leta 1936 pa še za predsednika Urada za intelektualno lastnino. Od leta 1919–1957 je bil glasbenih kritik pri časniku Stockholms-Tidningen ter od leta 1940–1953 sekretar Kraljeve švedske akademije za glasbo.
Na slog komponiranja so po njegovih besedah vplivali predvsem ruski skladatelji, Johannes Brahms in Max Reger, sicer pa se v njegovih delih kaže tudi globoka prepletenost s švedsko ljudsko glasbo. Njegova bolj znana dela so:
Simfonije
- Simfonija št. 1 v h-molu, Op. 3
- Simfonija št. 2 v F-duru, Op. 6
- Simfonija št. 3 v D-duru »Västkustbilder«, Op. 10
- Simfonija št. 4 v g-molu »Sinfonia piccola«, Op. 14
- Simfonija št. 5 v d-molu »Sinfonia funèbre«, Op. 20
- Simfonija št. 6 v C-duru »Dollar simfonija«, Op. 31
- Simfonija št. 7 »Sinfonia romantica«, Op. 45
- Simfonija št. 8 »På Svenska Folkmotiv«, Op. 48
- Simfonija št. 9 »Sinfonia visionaria« za mezzosopran, bariton, zbor in orkester, Op. 54

Orkestrske suite
- Suita št. 3 za violino, violo in godalni orkester, Op. 19
- Suita št. 5 »Barocco« za flavto, oboo, klarinet in godalni orkester, Op. 23
- Suita št. 7 za godalni orkester, Op. 29 (po predlogi Shakespearjevega dela Antonij in Kleopatra)
- Suita št. 8 »Suite pastorale in modo antico« za majhni orkester, Op. 34

Koncerti
- Rapsodija za klavir in orkester, Op. 1
- Koncert za violino v e-molu, Op. 7
- Koncert za violončelo v c-molu, Op. 21
- Koncert za rog v a-molu, Op. 28
- Koncert za klavir v b-molu, Op. 37

Opere
- Härvard Harpolekare, Op. 12
- Bäckahästen, Op. 24
- Fanal, Op. 35
- Aladdin, Op. 43
- Stormen, Op. 49

Baleti
- Per Svinaherde Op. 9
- De fåvitska jungfrurna, Op. 17